# Port de Sóller
Port de Sóller est un port et une localité faisant partie de la commune de Sóller, sur l'île de Majorque, dans la communauté autonome des Îles Baléares en Espagne.

## Présentation
Son nom provient du petit port de plaisance qui s'y trouve. La population de Port de Sóller comptait 2724 habitants en 2007.
La baie est entourée de montagnes et s'ouvre sur la mer, avec un phare marquant un de ses côtés et une tour, la torre Piccada, de l'autre côté. Dans la baie se trouve également l'ancienne base militaire à proximité du port. Le village lui-même est construit à flanc de montagne.